# Giordano Frosini
Monsignor Giordano Frosini (Serravalle Pistoiese, 4 giugno 1927 – Pistoia, 2 settembre 2019) è stato un teologo, scrittore e giornalista italiano.
È stato vicario generale della Diocesi di Pistoia sino al 2008.

## Biografia
Ricevette l'ordinazione presbiterale il 29 giugno 1950. Fu nominato Protonotario Apostolico.
Si è occupato di teologia dogmatica e ha pubblicato numerosi volumi sulla teologia e sulla politica. È stato docente di Teologia sistematica nella Facoltà teologica dell'Italia centrale. Ha collaborato a riviste scientifiche, periodici e giornali fra cui Famiglia Cristiana e La Vita, di cui è stato direttore responsabile.
Alcune sue opere sono state tradotte in albanese, portoghese, spagnolo e polacco.
A lui è stato intestato un concorso nazionale biennale che premia la tesi in Teologia che abbia maggiormente contribuito al rinnovamento della disciplina.

## Opere
- Teologia delle realtà terrestri, Marietti, 1971, ISBN 88-211-7533-2, pp. 176.
- La fede e le opere. Le teologie della prassi, Edizioni San Paolo, 1992, ISBN 88-215-2423-X, pp. 231.
- Impegno cristiano. Per una teologia della politica, Edizioni San Paolo, 1992, 2ª ed, ISBN 88-215-2363-2, pp. 294.
- Babele o Gerusalemme? Per una teologia della città, Edizioni San Paolo, 1992, ISBN 88-215-2429-9, pp. 307.
- L'attività umana. Per una teologia del lavoro, Edizioni San Paolo, 1994.
- In politica da cristiani, 1994.
- Evangelizzare oggi, 1994.
- Una Chiesa possibile, 1995.
- Aspettando l'aurora. Saggio di escatologia cristiana, 1996.
- Il pensiero sociale dei Padri, Queriniana, 1996.
- Per una spiritualità della politica, Editrice Esperienze, 1996, ISBN 88-8102-029-7, pp. 124.
- Teologia oggi. Una sintesi aggiornata e attualizzata, EDB, 1997.
- Chi dite che io sia? Una cristologia per tutti, EDB, 1997.
- Lo Spirito che dà la vita. Una sintesi di pneumatologia, EDB, 1998.
- Incontro al Padre. Una Teo-logia per tutti, EDB, 1999.
- Spiritualità e teologia, 2000.
- La Trinità mistero primordiale, 2000.
- Desiderio di infinito. Il cristianesimo e le aspirazioni dell'uomo, 2001.
- La risurrezione inizio del mondo nuovo, EDB, 2002.
- La politica, la Chiesa, il cristiano, Editore Portalupi, 2003, ISBN 88-8441-039-8, pp. 208.
- Una chiesa possibile, EDB, 2004, 2ª ed, ISBN 88-10-40924-8, pp. 280.
- Il ritorno della speranza, EDB, 2005, ISBN 88-10-40963-9, pp. 272.
- Laicità e mediazione culturale. Temi scottanti per i cristiani di oggi, Effatà Editrice, 2006, ISBN 88-7402-292-1, pp. 76.
- Antonio Acerbi, Giordano Frosini, Cinquant'anni di Chiesa in Italia. I convegni ecclesiali da Roma a Verona, Edizioni Dehoniane Bologna, 2006, ISBN 88-10-15004-X, pp. 208.
- Teresa di Lisieux e l'aldilà, Edizioni Dehoniane Bologna, 2006, ISBN 88-10-51044-5, pp. 216.
- Dio il cosmo l'uomo: exitus-reditus, Edizioni Dehoniane Bologna, 2011, ISBN 978-88-104-0828-5, pp. 432.
- Un mondo diverso è possibile , Edizioni Esperienze Fossano, 2013.
- Sinodalità, Edizioni La Vita, 2013.
- Costruttori del Regno, Edizioni La Vita, 2014.
- Una chiesa di tutti. Sinodalità, partecipazione e corresponsabilità, Edizioni Dehoniane Bologna, 2014.
- John Henry Newman. Una biografia teologica, Edizioni Dehoniane Bologna, 2014.